# 坪井九馬三
坪井 九馬三（つぼい くめぞう、安政5年12月12日（1859年1月15日） - 1936年1月21日）は、日本の歴史学者。東京帝国大学教授。

## 経歴
1859年、摂津国西成郡九条村（現大阪府大阪市西区）に生まれる。
幼少時は僧侶の叔父に教育を受けた。14歳の時に父を失い、以後は親戚に引き取られ、大阪開成所と造幣寮の日進学社で学んだ。17歳の時に東京外国語学校に入学し翌年卒業。東京開成学校を受験し入学する。
1881年、東京大学文学部政治理財学科を卒業。1885年、同理学部応用化学科を卒業し、文学士と理学士という2つの学位を取得した。1886年に東京大学講師となる。その後、文学部と理学部の教員を兼務した後、史学に専念することとなる。その準備としてヨーロッパ留学を命じられ、西洋史学や史学理論を学んだ。留学は4年間に及んだ。滞在先は、ベルリン大学（1887年10月-1889年8月）、プラハ大学（1889年10月-1890年3月）、ウィーン大学（1890年4月-7月）、チューリッヒ大学（1890年10月-1891年7月）であった。
1891年10月に帰国し、翌月に帝国大学文科大学教授に昇進。1900年、東京学士会院会員（後に帝国学士院会員）に選出された。この年、大学では「歴史地理」の講義を開始した。また、1899年創立の日本歴史地理研究会（後の日本歴史地理学会）の会員でもあり、その機関誌『歴史地理』に論文「歴史地理とは何ぞや」を発表した。
1904年に文科大学長、1923年に定年退官。1924年より國學院大學講師を委嘱される。1936年、老衰のため死去。

## 栄典
位階
- 1891年（明治24年）12月21日 - 正七位[7]
- 1901年（明治34年）8月31日 - 正五位[8]
- 1906年（明治39年）10月20日 - 従四位[9]
- 1911年（明治44年）12月11日 - 正四位[10]
- 1917年（大正6年）1月10日 - 従三位[11]
- 1923年（大正12年）4月30日 - 正三位[12]

勲章等
- 1903年（明治36年）12月26日 - 勲四等瑞宝章[13]
- 1915年（大正4年）11月10日 - 大礼記念章[14]

## 研究内容・業績
- 西洋史のみならず、日下寛とともに日本の史料の校訂も行った。
- 子供夫婦である坪井環・きみ氏より寄贈された資料は”東京大学学術資産等アーカイブズポータル”に保管されている。

## 家族・親族
- 坪井信道は遠縁にあたる。

## 著作
- 『論理学講義 演繹法帰納法』 酒井清造 1883年
- 『論理学入門』 岩本米太郎 1887年
- 『稿本最近世界史』 冨山房 1896年
- 『史学研究法』 早稲田大学出版部 1903年
- 『西洋史要』 文学社 1904年
- 『西洋歴史地図』 文学社 1904年
- 『西洋歴史』 文学社 1905年
- 『東洋歴史地図』 文学社 1906年
- 『墺匈国と其皇室』 冨山房 1914年
- 『太平洋の歴史』 世界思潮研究会 1922年（世界パンフレツト通信）
- 『我が国民国語の曙』 京文社 1927年
- 『最近政治外交史』 冨山房 1927-1929年
- 『西洋史概説』 白林社 1930年
- 文科大学史誌叢書 坪井九馬三、日下寛校訂 吉川半七等 1897-1913年